# Плінфа
Плі́нфа (д.-рус. плинѳа, плинѳъ, плинтъ з грец. πλίνθος — «плита»), широка та плоска випалена плитоподібна цегла, яка використовувалася при будівництві у Візантії, була нерідко основним матеріалом для будівництва конструктивних елементів будівель. Використовувалася у давньоруській храмовій архітектурі X століття — початку XIII століття. (Десятинна церква (Київ), Софійський собор (Київ, 1037), церква Спаса на Берестові (1113—25)).

## Плінфа в Чернігові

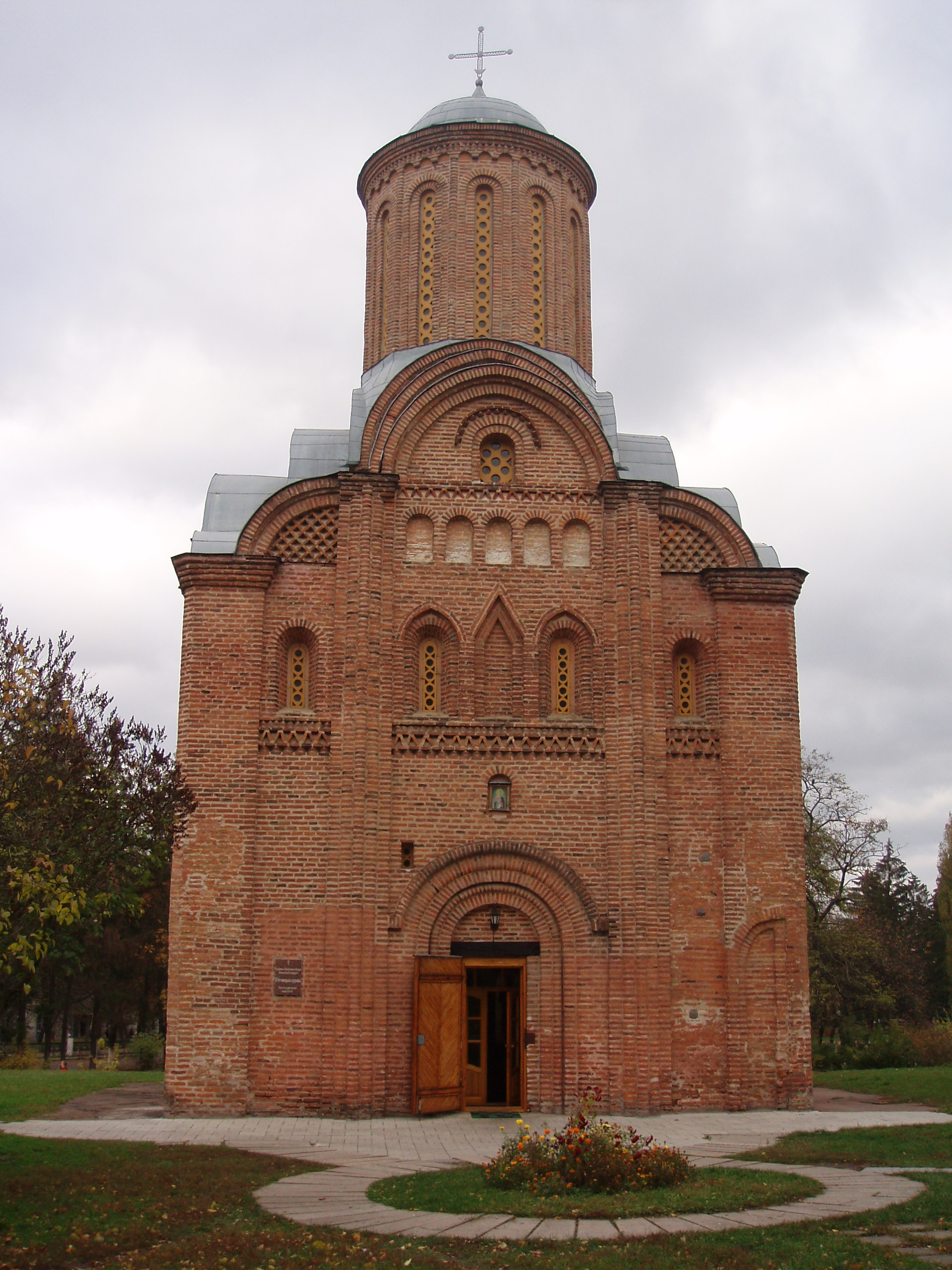
П'ятницька церква в Чернігові

Серед дивом збережених споруд XXI—XXII століть почесне місце займають історичні будівлі міста Чернігів. В місті досі стоїть Спасо-Преображенський собор, пам'ятка державного значення.
Несподіване історичне відкриття зроблене і відомим реставратором і культурним діячем Барановським Петром Дмитровичем. При обстеженні пам'яток архітектури Чернігова, зруйнованих в часи 2 світової війни, видатний вчений віднайшов зразки плінфи в руїнах однієї з церков. Детальне обстеження зруйнованого храму навело на думку про залишки ще одної видатної пам'ятки в місті.
Петро Барановський звернувся з клопотанням до військового головнокомандування і домігся виготовлення плінфи в тогочасних умовах. Це дало змогу відновити близький до первісного вигляд Церкви П'ятниці, згаданій ще у «Слові о полку Ігоревім». Так плінфа в руїнах спонукала врятувати шедевр давньоукраїнської архітектури.
Це́рква Успі́ння Пресвято́ї Богоро́диці Десяти́нна (Десятинна церква) — церква, зведена в Києві наприкінці X ст., що вважається першою кам'яною церквою Київської Русі. Залишки фундаменту Десятинної церкви разом із містом Володимира є пам'яткою національного значення.